# Montevideo (Minnesota)
Montevideo [ˌmɒntəˈvɪdi.oʊ] ist eine Kleinstadt (mit dem Status „City“) und Verwaltungssitz des Chippewa County im mittleren Südwesten des US-amerikanischen Bundesstaates Minnesota. Das U.S. Census Bureau hat bei der Volkszählung 2020 eine Einwohnerzahl von 5.398 ermittelt.
Montevideo besitzt vier Schulen, ein Krankenhaus und mehrere Kreditinstitute. Insgesamt gibt es zwölf Parks in Montevideo. Mehrmals jährlich finden Festivals statt wie beispielsweise die „Fiesta Days“. Außerdem gibt es Jagd- und Erholungsmöglichkeiten.
Seit 1949 besteht eine Städtepartnerschaft mit der gleichnamigen uruguayischen Hauptstadt Montevideo. Seitens der uruguayischen Partnerstadt erhielt die US-amerikanische Kleinstadt eine Statue des uruguayischen Nationalhelden José Gervasio Artigas’, die nunmehr auf dem Platz an der Main Street platziert ist.

## Geografie
Montevideo liegt etwa 200 Kilometer westlich von Minneapolis. Die Stadt befindet sich an der Mündung des Chippewa River in den Minnesota River und liegt an den Kreuzungen der U.S. Highways 59 und 212 sowie den State Routes 7 und 29.
Rund um die Stadt befinden sich kleinere Binnenseen. Die Umgebung besteht aus Farmland und Prärien, die durch Flusstäler und niedrige Hügel unterbrochen werden.
Nach den Angaben des United States Census Bureaus hat die „City“ eine Fläche von 11,8 km², wovon 11,6 km² aus Land und 0,1 km² (= 1,10 %) aus Gewässern bestehen.

## Demografische Daten
Nach der Volkszählung im Jahr 2010 lebten in Montevideo 5383 Menschen in 2326 Haushalten. Die Bevölkerungsdichte betrug 464,1 Einwohner pro Quadratkilometer. In den 2326 Haushalten lebten statistisch je 2,25 Personen.
Ethnisch betrachtet setzte sich die Bevölkerung zusammen aus 92,0 Prozent Weißen, 0,6 Prozent Afroamerikanern, 0,7 Prozent amerikanischen Ureinwohnern, 0,5 Prozent Asiaten sowie 4,6 Prozent aus anderen ethnischen Gruppen; 1,5 Prozent stammten von zwei oder mehr Ethnien ab. Unabhängig von der ethnischen Zugehörigkeit waren 8,4 Prozent der Bevölkerung spanischer oder lateinamerikanischer Abstammung.
23,4 Prozent der Bevölkerung waren unter 18 Jahre alt, 56,3 Prozent waren zwischen 18 und 64 und 20,3 Prozent waren 65 Jahre oder älter. 53,0 Prozent der Bevölkerung war weiblich.

Das mittlere jährliche Einkommen eines Haushalts lag bei 38.262 US-Dollar. Das Pro-Kopf-Einkommen betrug 23.090 USD. 15,0 Prozent der Einwohner lebten unterhalb der Armutsgrenze.

## Söhne und Töchter der Stadt
- Wayne Brabender (* 1945), spanisch-US-amerikanischer Basketballspieler und -trainer